# Tenis na Letních olympijských hrách 2016
Tenisový turnaj na Letních olympijských hrách 2016 probíhal v období od soboty 6. srpna do neděle 14. srpna 2016 na otevřených dvorcích v Olympijském tenisovém centru brazilského Ria de Janeira, součásti Olympijského parku Barra.
Oficiálními organizátory události se staly Brazilský olympijský výbor a Mezinárodní tenisová federace (ITF). Turnaj patřil do kalendáře profesionálních tenisových okruhů – mužského ATP World Tour i ženského WTA Tour. Do žebříčků se tenistům nezapočítaly žádné body. Pořadatelé zvolili tvrdý povrch GreenSet Grand Prix Cushion, namísto tradiční jihoamerické antuky, aby minimalizovali obtíže hráčů při přechodu mezi povrchy během probíhající letní sezóny na amerických betonech.
Turnaj představoval patnáctý ročník řádného, oficiálního olympijského turnaje. Soutěže byly obsazeny 172 účastnickými místy v pěti kategoriích: mužské dvouhře a čtyřhře, ženské dvouhře a čtyřhře a také ve smíšené čtyřhře. Použito bylo okolo 32 tisíc míčů Wilson Australian Open.

## Odhlášení tenisté: virus zika, zranění a nebodovaný turnaj

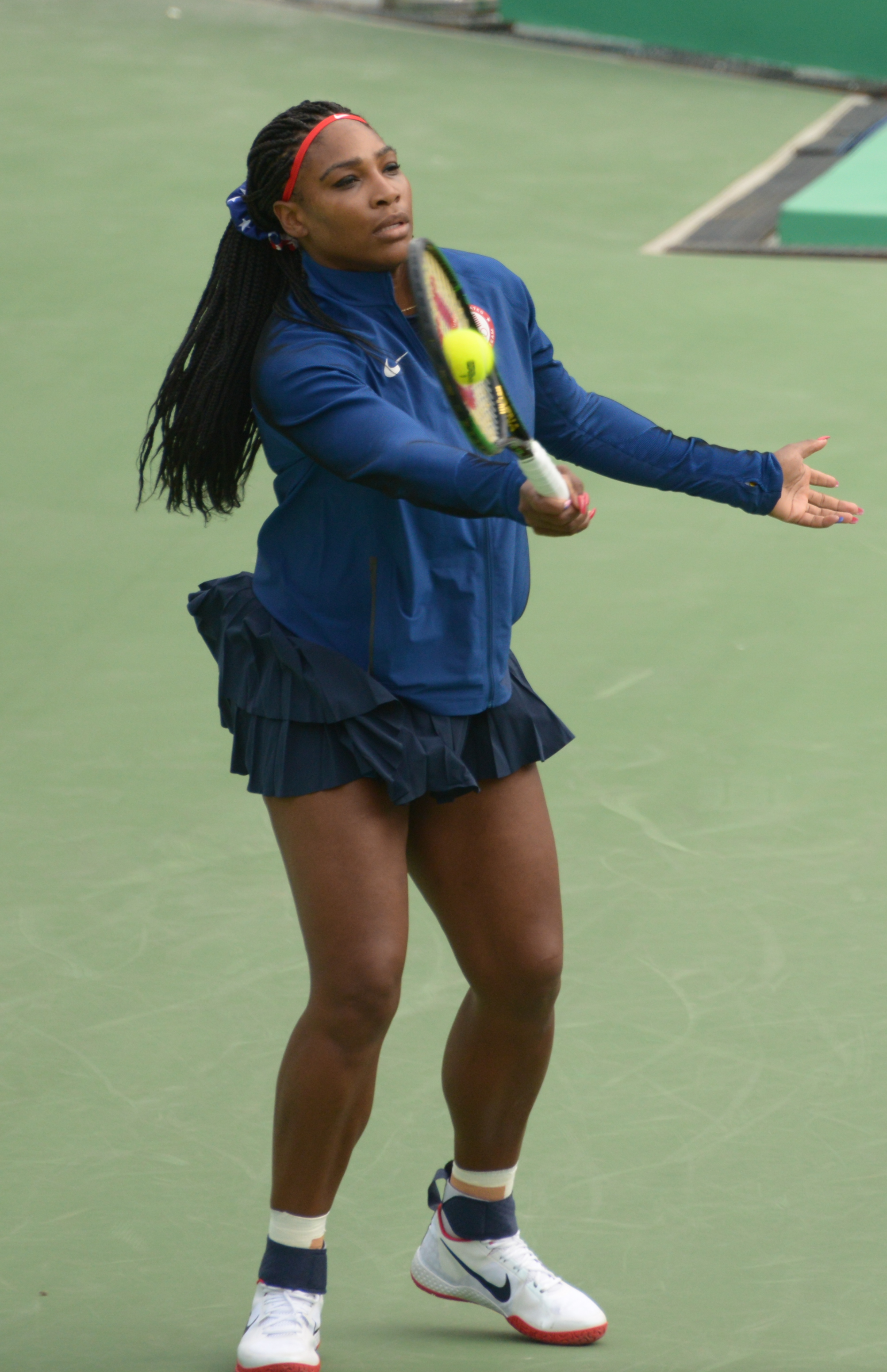
Obhájkyně dvou zlatých Serena Williamsová nepronikla do závěrečných kol

Řada elitních tenistů se před zahájením odhlásila, což v dějišti her kritizoval obhájce zlata a druhý hráč světa Andy Murray slovy: „Je to ostuda. Roger i Stan patří mezi hráče, kteří na takovém typu turnaje mají šanci uspět. Je nešťastné, že budou chybět.“
Riziko nákazy virem zika jako důvod neúčasti uvedli sedmý hráč žebříčku Milos Raonic a osmý Tomáš Berdych, třetí hráčka klasifikace Simona Halepová i sedmnáctka Karolína Plíšková. Do mužské čtyřhry pro dané riziko nezasáhli obhájci titulu Bob a Mike Bryanovi.
Ze zdravotních důvodů se omluvili třetí a čtvrtý muž pořadí Roger Federer a Stan Wawrinka. Mezi ženami pak světová jedenáctka Dominika Cibulková či šestnáctka Belinda Bencicová.
Olympijská šampionka z mixu a bronzová singlistka z Londýnských her Viktoria Azarenková, figurující na sedmé příčce, v červenci 2016 přerušila kariéru pro těhotenství. Obhájkyně stříbrného kovu z dvouhry Maria Šarapovová byla v době konání suspenzována pro pozitivní dopingový nález s dvouletým zákazem startu. Rozhodnutí Mezinárodní sportovní arbitráže, ke které se odvolala, bylo plánováno na září 2016.
Na rozdíl od Olympiády 2012, kde došlo k přidělení bodů do žebříčků ATP a WTA ve dvouhrách, nebyl riodejaneirský turnaj bodován v žádné ze soutěží, což také mohlo sehrát roli při rozhodování v účasti na hrách.

## Kvalifikační kritéria

### Podmínky účasti v Davis Cupu a Fed Cupu
Pro účast na olympijských hrách byli všichni tenisté povinni být součástí nominace týmu alespoň ve třech mezistátních utkáních Davis Cupu či Fed Cupu olympijského cyklu 2012–2016, z toho minimálně v jednom ročníku mezi lety 2015–2016. Výjimkou se stali hráči a hráčky, jejichž družstvo odehrálo alespoň tři ze čtyř sezón v zonálních základních skupinách, tedy mimo dvě světové skupiny, nebo pokud byl tenista minimálně dvacetkrát v kariéře nominován v Davis Cupu či Fed Cupu. Pro tyto hráče se kritérium snížilo na dvě povinné nominace v letech 2012–2016.

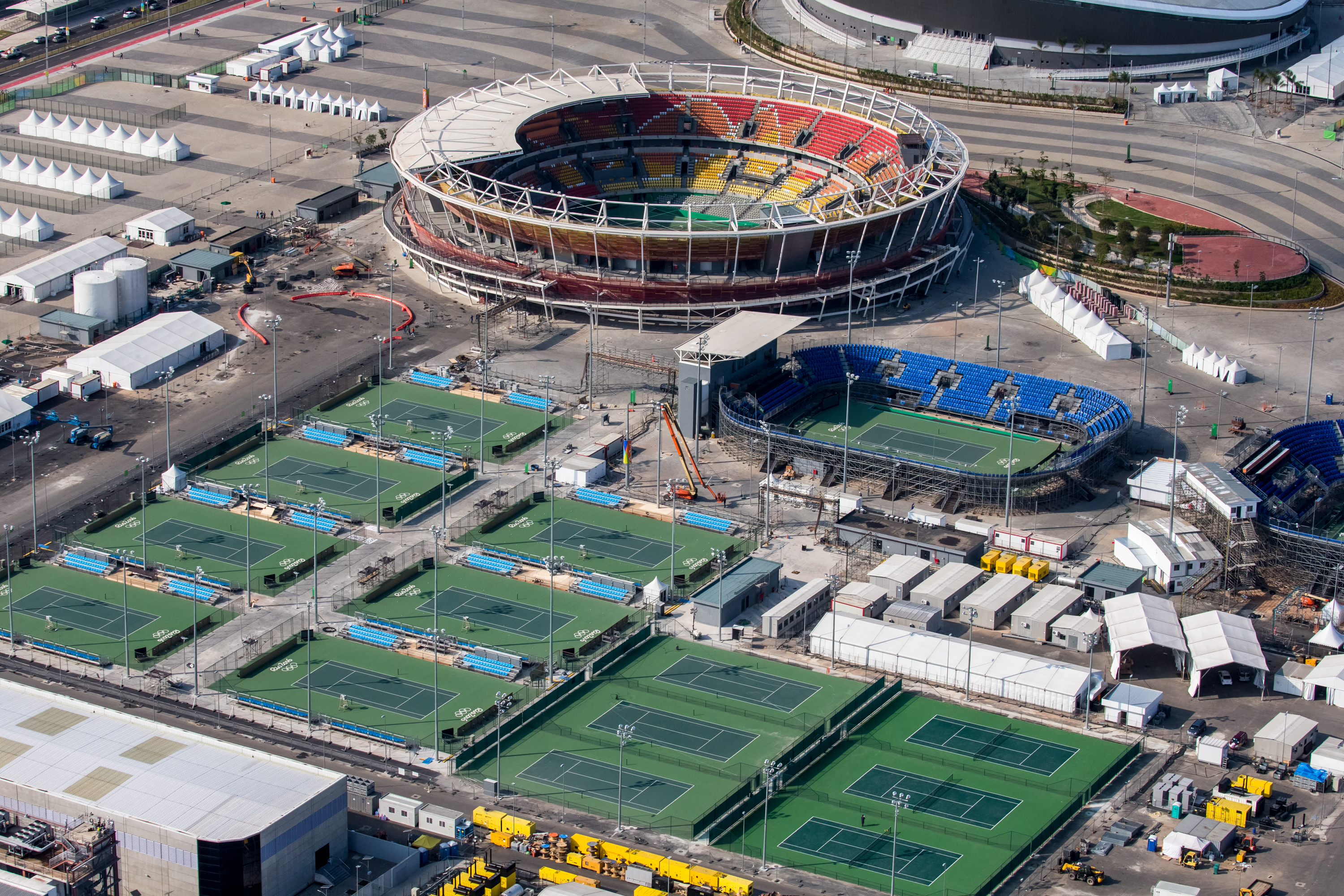
Olympijské tenisové centrum v Parku Barra s 10 soutěžními a 6 tréninkovými dvorci

Mezinárodní tenisová federace si ve výjimečných případech vyhradila uznat start i při nesplnění výše uvedených podmínek. Každý národní olympijský výbor (NOV) byl oprávněn nominovat maximálně šest tenistů a šest tenistek, z toho až čtyři jednotlivce do dvouhry a dva páry do každé soutěže čtyřhry.

### Ženská a mužská dvouhra
Oznámení kvalifikovaných hráčů učinila Mezinárodní tenisová federace na základě 56 nejvýše postavených hráčů a hráček na žebříčcích ATP a WTA ve vydáních z pondělí 6. června 2016 (po dohrání French Open). Limitujícím kritériem byla účast maximálně čtyř olympioniků z jednoho státu, respektive národního olympijského výboru (NOV). Pokud byli mezi prvními padesáti šesti hráči žebříčku více než čtyři tenisté jednoho národního svazu, pak do turnaje nastoupili pouze čtyři nejvýše klasifikovaní. Místa tenistů z pátých a dalších pozic v redukovaných národních žebříčcích obsadili hráči umístění za 56. pozicí žebříčku, kteří současně splňovali podmínku figurovat do čtvrtého místa v redukované klasifikaci vlastního státu. Žádní tenisté z jedné výpravy nebyli nalosováni do stejné čtvrtiny pavouka (výjimkou se stali náhradníci).
Zbylých osm míst, do počtu 64 hráčů, bylo rozděleno ve formě divokých karet, z toho šest jich udělil Olympijský výbor ITF a dvě určila Tripartitní komise tenistům z malých států.
| Klíč     | Klíč |
| -------- | --- |
| 64 hráčů | 56 nejlépe postavených na žebříčku ATP/WTA + 6 na divokou kartu ITF + 2 na divokou kartu Tripartitní komise |

### Ženská a mužská čtyřhra
Do soutěží mužské a ženské čtyřhry se automaticky kvalifikovalo deset nejvýše postavených hráčů mužského deblového žebříčku ATP a prvních deset hráček ženského deblového žebříčku WTA ve vydání 6. června 2016. Tito tenisté mohli zvolit svého spoluhráče-krajana, jenž také figuroval na žebříčku dvouhry či čtyřhry.
Přímý postup si dále zajistilo minimálně čtrnáct dalších párů s nejnižším součtem v kombinovaném žebříčku z pondělní klasifikace 6. června 2016 s podmínkou maximálně dvou párů na jednu zemi (pár tvoří tenisté z jednoho národního olympijského výboru). Zbylých osm míst, do počtu 32 párů v soutěži, získá pozvání ve formě divokých karet od Olympijského výboru ITF.
| Klíč    | Klíč |
| ------- | --- |
| 32 párů | 10 párů od hráčů Top 10 + 14 párů s nejnižším součtem kombinovaného žebříčku + 8 párů na divokou kartu ITF |

### Smíšená čtyřhra
Do soutěže smíšené čtyřhry může národní olympijský výbor vyslat maximálně dvě dvojice, a v takovém případě každá z nich bude nalosována do jiné poloviny pavouka. Účastnit se soutěže mohou pouze tenisté, kteří již na olympiádě hráli dvouhru a/nebo čtyřhru. Dvanáct párů s nejnižším součtem v kombinovaném žebříčku, z vydání 6. června 2016, si zajistí přímou účast. Čtyři zbylá místa přidělí Olympijský výbor ITF ve formě divokých karet. Přihlášení párů do soutěže končí 9. srpna 2016 v 11:00 hodin místního času.
| Klíč    | Klíč                                                                             |
| ------- | -------------------------------------------------------------------------------- |
| 16 párů | 12 párů s nejnižším součtem kombinovaného žebříčku + 4 páry na divokou kartu ITF |

## Body do žebříčků ATP a WTA

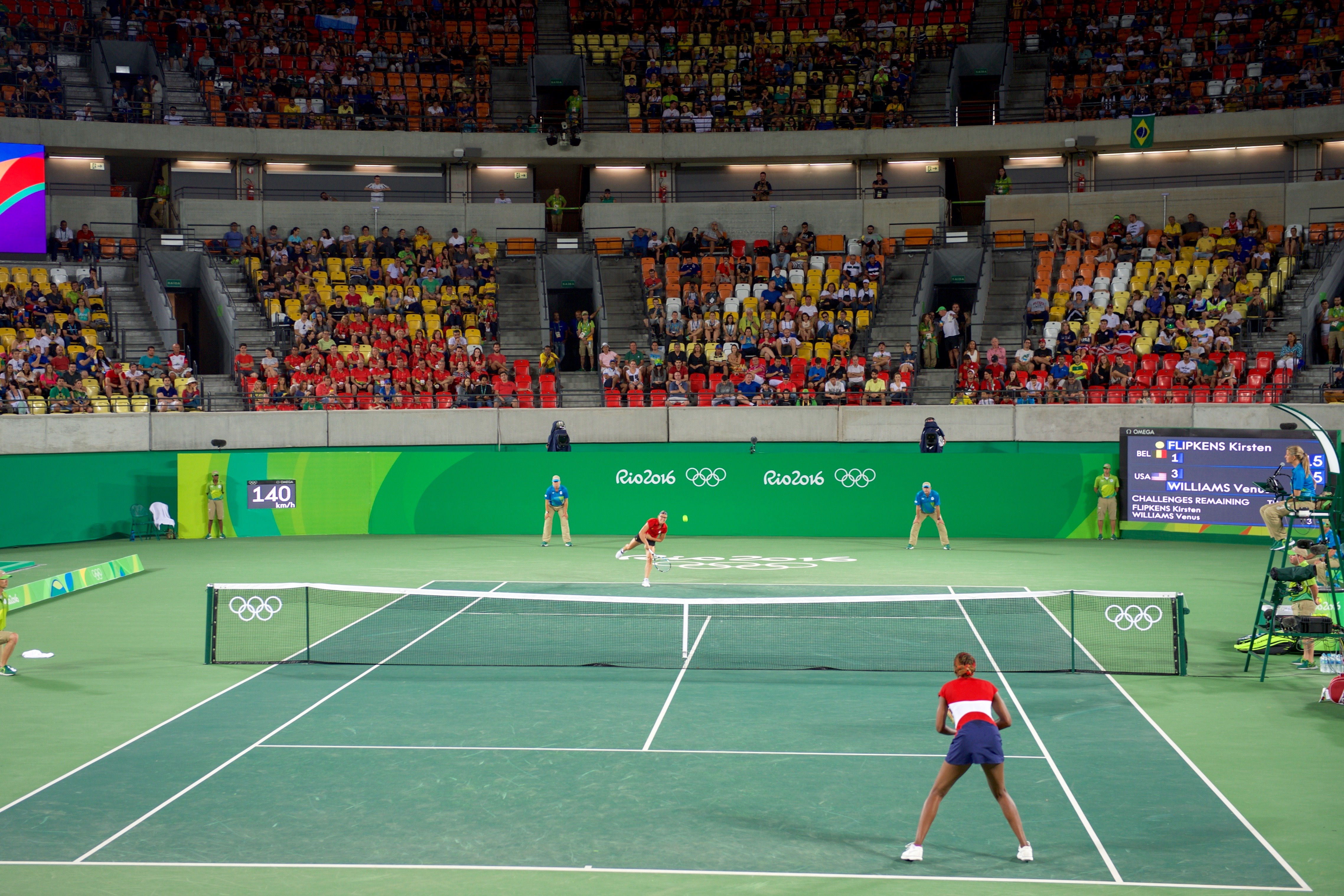
Překvapením 1. kola dvouhry se stala porážka světové šestky Venus Williamsové (na příjmu) s Belgičankou Flipkensovou v třísetové bitvě

Do žebříčku WTA nebyly hráčkám přiznány žádné body.
Ve věci mužské části zveřejnil 18. listopadu 2015 španělský deník Marca informaci od nově zvoleného prezidenta ITF Davida Haggertyho. Americký šéf Mezinárodní tenisové federace (ITF) uvedl, že pokud bude pokračovat neshoda mezi ITF a Asociací tenisových profesionálů (ATP), body do žebříčku ATP přiděleny nebudou. Původní dohoda o jejich distribuci byla podepsána 1. června 2011 a použita na LOH 2012 v Londýně. Vedení ITF však podle deníku odmítlo zaplatit kompenzace, zejména antukovým turnajům ATP, během konání olympiády, na kterých by nestartovali hráči účastnící se LOH v Riu de Janeiru. V reakci na to ATP odmítla obnovit dohodu z roku 2011 o přidělování bodů. Žádné bodové ohodnocení do klasifikace ATP tak přiděleno nebylo.

## Herní systém a plán turnaje

### Herní systém
Všechny soutěže se hrály ve formátu vyřazovacího systému. Do mužské a ženské dvouhry nastoupilo 64 hráčů, což představovalo šestikolový turnaj. Mužská a ženská čtyřhra zahrnovala 32 párů a smíšená čtyřhra pak 16 párů. Poražení semifinalisté odehráli zápas o bronzovou medaili.
Všechny zápasy byly hrány na dvě vítězné sady vyjma finále mužské dvouhry, které se konalo na tři vítězné sady. Tiebreak poprvé v historii uzavíral všechny sety za stavu her 6–6. V rozhodující sadě utkání smíšené čtyřhry byl uplatněn tzv. supertiebreak, v němž zvítězil pár po dosažení 10 bodů za podmínky rozdílu alespoň dvou míčů.

### Herní plán
Olympijský turnaj probíhal od soboty 6. srpna do neděle 14. srpna 2016.
| Původní herní plán (změněn pro déšť) | Původní herní plán (změněn pro déšť) | Původní herní plán (změněn pro déšť) | Původní herní plán (změněn pro déšť) | Původní herní plán (změněn pro déšť) | Původní herní plán (změněn pro déšť) | Původní herní plán (změněn pro déšť) | Původní herní plán (změněn pro déšť) | Původní herní plán (změněn pro déšť) | Původní herní plán (změněn pro déšť) | Původní herní plán (změněn pro déšť) | Původní herní plán (změněn pro déšť) | Původní herní plán (změněn pro déšť) |
| Datum                                | 6. srpna                             | 7. srpna                             | 8. srpna                             | 9. srpna                             | 9. srpna                             | 10. srpna                            | 11. srpna                            | 12. srpna                            | 12. srpna                            | 13. srpna                            | 13. srpna                            | 14. srpna                            |
| Zahájení                             | 11:00                                | 11:00                                | 11:00                                | 11:00                                | 11:00                                | 11:00                                | 12:00                                | 12:00                                | 12:00                                | 12:00                                | 12:00                                | 12:00                                |
| ------------------------------------ | ------------------------------------ | ------------------------------------ | ------------------------------------ | ------------------------------------ | ------------------------------------ | ------------------------------------ | ------------------------------------ | ------------------------------------ | ------------------------------------ | ------------------------------------ | ------------------------------------ | ------------------------------------ |
| Mužská dvouhra                       | 1. kolo                              | 1. kolo                              | 2. kolo                              | 2. kolo                              | 2. kolo                              | 3. kolo                              | čtvrtfinále                          | semifinále                           | semifinále                           | o bronz                              | o bronz                              | o zlato                              |
| Ženská dvouhra                       | 1. kolo                              | 1. kolo                              | 2. kolo                              | 3. kolo                              | 3. kolo                              | čtvrtfinále                          | semifinále                           | —                                    | —                                    | o bronz                              | o zlato                              | —                                    |
| Mužská čtyřhra                       | 1. kolo                              | 1. kolo                              | 2. kolo                              | čtvrtfinále                          | čtvrtfinále                          | semifinále                           | —                                    | o bronz                              | o zlato                              | —                                    | —                                    | —                                    |
| Ženská čtyřhra                       | 1. kolo                              | 1. kolo                              | 2. kolo                              | 2. kolo                              | čtvrtfinále                          | čtvrtfinále                          | semifinále                           | —                                    | —                                    | o bronz                              | o bronz                              | o zlato                              |
| Smíšená čtyřhra                      | —                                    | —                                    | —                                    | —                                    | —                                    | 1. kolo                              | čtvrtfinále                          | semifinále                           | semifinále                           | o bronz                              | o bronz                              | o zlato                              |

## Olympijští vítězové

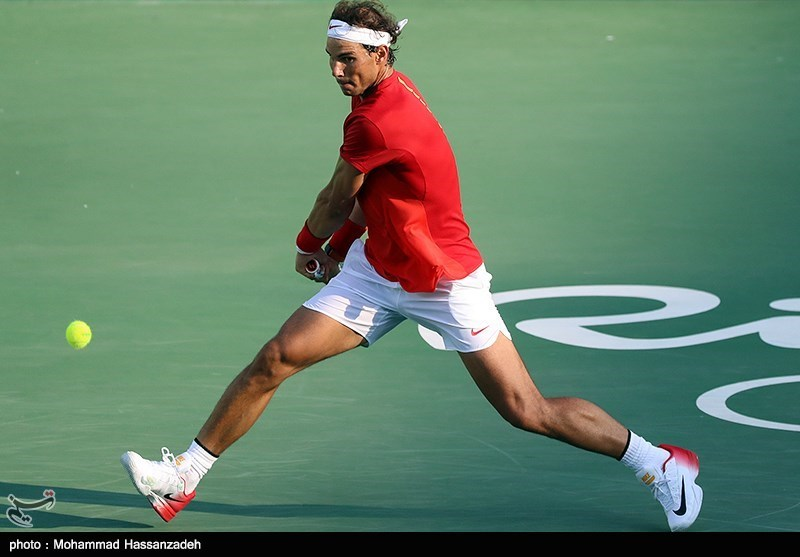
Španěl Rafael Nadal se stal olympijským vítězem v mužské čtyřhře a obsadil 4. místo ve dvouhře

Mužskou dvouhru ovládl druhý hráč světa Andy Murray ze Spojeného království, jenž se tak stal prvním tenistou historie, který získal druhou zlatou olympijskou medaili ze soutěží dvouher. Do sbírky britských medailí přispěl sedmnáctým zlatem z tenisových soutěží.
Ženskou dvouhru vyhrála 22letá Mónica Puigová, figurující na 34. příčce světové klasifikace. Stala se tak prvním portorickým reprezentantem, jenž vybojoval olympijské zlato, i první nenasazenou šampionkou singlové soutěže od znovuzařazení tenisu do olympijského programu v roce 1988.
V mužské čtyřhře zvítězili Španělé Marc López s Rafaelem Nadalem. U druhého jmenovaného se jednalo o druhý zlatý kov, když triumfoval již v singlové soutěži Pekingských her 2008.
Ženskou čtyřhru opanoval sedmý nasazený ruský pár Jekatěrina Makarovová a Jelena Vesninová.
Olympijské vítězství ve smíšené čtyřhře si připsali Američané Bethanie Matteková-Sandsová a Jack Sock. Stříbrná medailistka Venus Williamsová se pátou olympijskou medailí stala druhým tenistou historie, jenž vybojoval rekordní počet pěti olympijských kovů. Na čele dané statistiky se zařadila po bok Britky Kathleen McKaneové Godfreeovéu.

## Přehled medailí

### Medailisté
| Soutěž          | Zlato                                                                  | Stříbro                                                       | Bronz                                                    | zdroj  |
| Mužská dvouhra  | Andy Murray · Velká Británie (GBR)                                     | Juan Martín del Potro · Argentina (ARG)                       | Kei Nišikori · Japonsko (JPN)                            | [ 22 ] |
| Mužská čtyřhra  | Marc López · Rafael Nadal · Španělsko (ESP)                            | Florin Mergea · Horia Tecău · Rumunsko (ROU)                  | Steve Johnson · Jack Sock · Spojené státy americké (USA) | [ 24 ] |
| Ženská dvouhra  | Mónica Puigová · Portoriko (PUR)                                       | Angelique Kerberová · Německo (GER)                           | Petra Kvitová · Česko (CZE)                              | [ 23 ] |
| Ženská čtyřhra  | Jekatěrina Makarovová · Jelena Vesninová · Rusko (RUS)                 | Timea Bacsinszká · Martina Hingisová · Švýcarsko (SUI)        | Lucie Šafářová · Barbora Strýcová · Česko (CZE)          | [ 25 ] |
| Smíšená čtyřhra | Bethanie Matteková-Sandsová · Jack Sock · Spojené státy americké (USA) | Venus Williamsová · Rajeev Ram · Spojené státy americké (USA) | Lucie Hradecká · Radek Štěpánek · Česko (CZE)            | [ 26 ] |

### Pořadí národů
| Pořadí       | Země                   | Zlato | Stříbro | Bronz | Celkem |
| 1.           | Spojené státy americké | 1     | 1       | 1     | 3      |
| 2.           | Portoriko              | 1     | 0       | 0     | 1      |
| 2.           | Španělsko              | 1     | 0       | 0     | 1      |
| 2.           | Rusko                  | 1     | 0       | 0     | 1      |
| 2.           | Velká Británie         | 1     | 0       | 0     | 1      |
| 6.           | Německo                | 0     | 1       | 0     | 1      |
| 6.           | Rumunsko               | 0     | 1       | 0     | 1      |
| 6.           | Švýcarsko              | 0     | 1       | 0     | 1      |
| 6.           | Argentina              | 0     | 1       | 0     | 1      |
| 10.          | Česko                  | 0     | 0       | 3     | 3      |
| 11.          | Japonsko               | 0     | 0       | 1     | 1      |
| Sady medailí | Sady medailí           | 5     | 5       | 5     | 15     |